# Nowosiołka (obwód iwanowski)
Nowosiołka (ros. Новосёлка) – wieś (sieło) w Rosji, w obwodzie iwanowskim, w rejonie gawriłowo-posadzkim. W 2010 liczyła 350 mieszkańców.